# 衝角

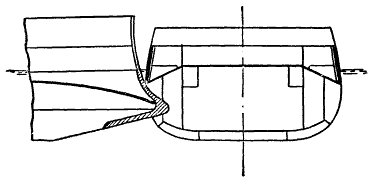
衝角が敵艦の船腹を突き破る様子を描いた模式図。水線付近の舷側装甲帯を避け、その下を突いている。

衝角（しょうかく、英語: ram）は、軍船の船首水線下に取り付けられる体当たり攻撃用の固定武装である。

## 概要
船首水線下前方に大きく突き出た角の形状をしており、軍船同士の接近戦において敵船の側面に突撃して、推進力を生み出す櫂の列を破壊して機動性を奪ったり、その船腹を突き破って水線下に浸水させ、行動不能化ないし撃沈することを目的とする。突き破った衝角を引き抜くと敵船は船腹の破孔から大浸水が起きる。
こうした用法のため、木製船の時代では衝角は船体の他の部分とは別に強力な素材で製作され、本格的な軍船では金属が、また簡易なものでは先端を尖らせた丸太が用いられた。副次的効果として船首での造波抵抗を低減する後のバルバス・バウに類する効果があった。

## 歴史

### 古代から近世

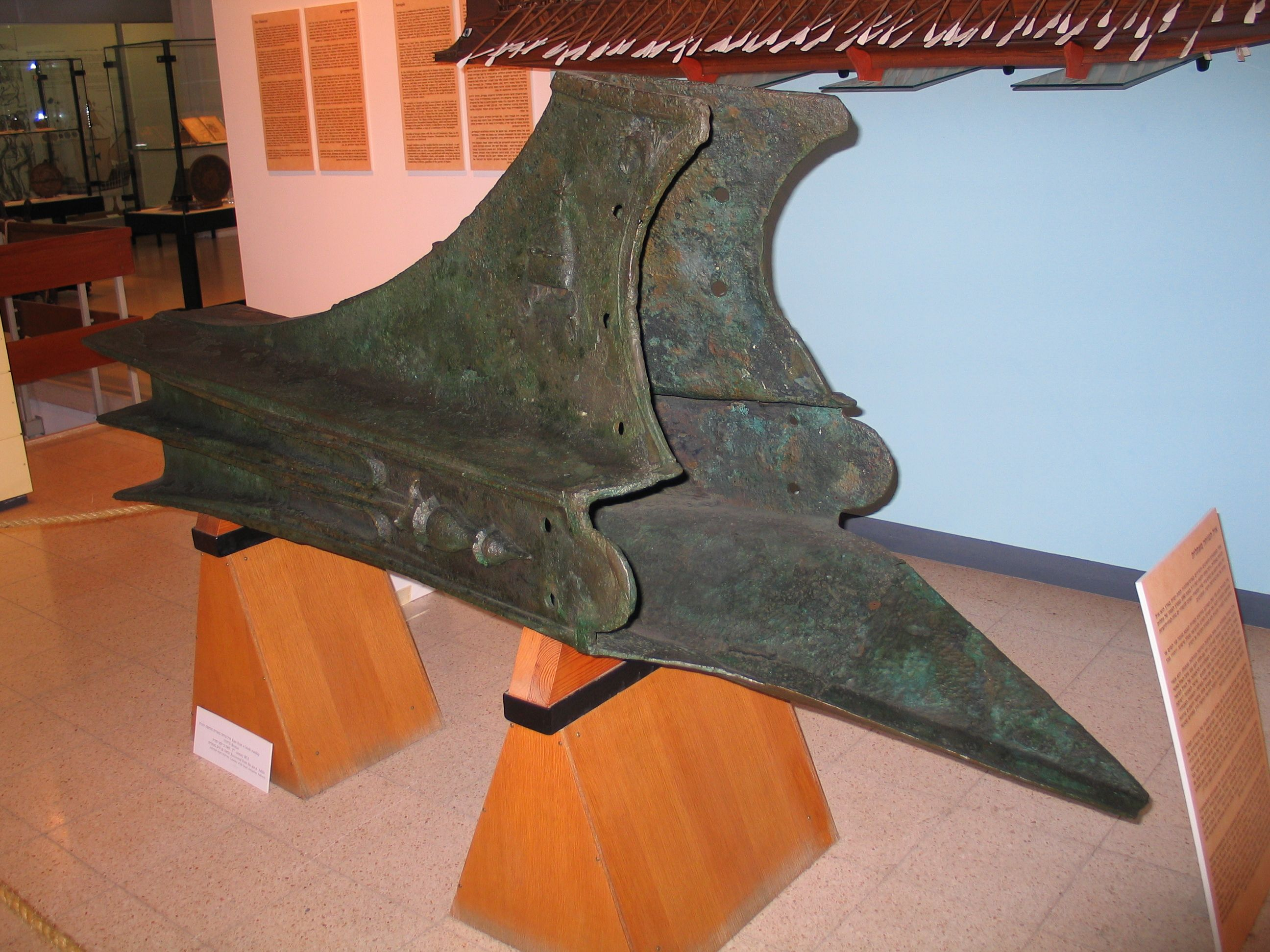
ハイファ地区沖で発見された、紀元前2世紀の古代ギリシア軍船の青銅製衝角
（イスラエル国立海事博物館蔵）

歴史的には、紀元前の古代ギリシアなどの軍船においてすでに衝角が装備されていた。当時はまだ火器がなく、海戦といえば衝角で敵船の運動能力を奪ったり撃沈するのが中心であった。弓矢やバリスタ、カタパルト等での射合い、あるいは軍船同士が接近して敵船に乗り移り白兵戦を行う方法もあったが、衝角戦が最も一般的であった。
それ以外の国においても、衝角を装備した、あるいは衝角を装備しない軍船であっても、体当たりは海戦の主要な戦法であった。古代から帆船は広く普及していたものの、風次第で航行の自由度が大きく制限されるため、軍船では櫓や櫂を用いての人力動力が中心であった。日本では、和船は構造強度の点で外部からの衝撃に弱かったため、体当たり戦法は用いられなかった。
近世になって大砲が軍艦に搭載されると、衝角戦は主流ではなくなった。これは大砲を多数装備する事と引き替えに、櫓や櫂（およびそれを動かす人員）の装備が制限され、軍船においても帆船が主流となり、衝角戦が実用性を失ったからである。例えばアルマダの海戦（1588年）では、衝角戦を仕掛けようとするスペイン海軍艦隊に対してイギリス海軍艦隊は逃げ回り、結果的に勝利をものにしている。
とはいえ、艦載砲の射程はまだ短く、また威力不足で船体を完全破壊する事は不可能であった。よって自立航行が不可能なほどの損害を与える事や、甲板上の兵士を死傷させ戦闘力を失わせるのが当時の艦砲の主目的であったのだが、まだ榴弾が実用化されておらず砲弾は非炸裂性であったため、小型の大砲を大量に装備して物量で補うしかなかった。そのため接近戦が主流であり、接舷して海兵隊を乗り込ませて白兵戦で決着をつけることがしばしば行われる状況であり、衝角は船体そのものへの破壊戦術としての効果を期待されて装備され続けた。
| 金属製衝角を装備した、ギリシャの復元三段櫂船「オリンピアス」 |  | レパントの海戦（1571年）。当時の海戦では衝角戦術が用いられた。 |
| 金属製衝角を装備した、ギリシャの復元三段櫂船「オリンピアス」 |  | レパントの海戦（1571年）。当時の海戦では衝角戦術が用いられた。 |

### 近代

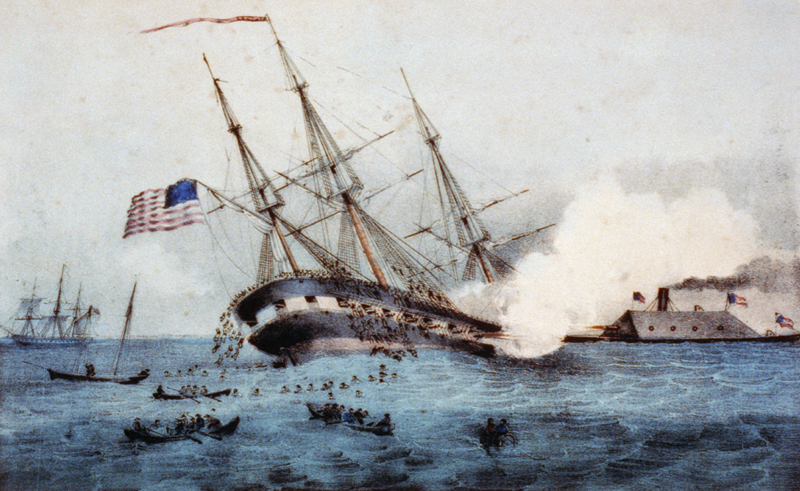
南北戦争のハンプトン・ローズ海戦で、南軍装甲艦「バージニア」（右）に衝角攻撃を受けて沈みゆく北軍軍艦「カンバーランド」（1862年3月8日）

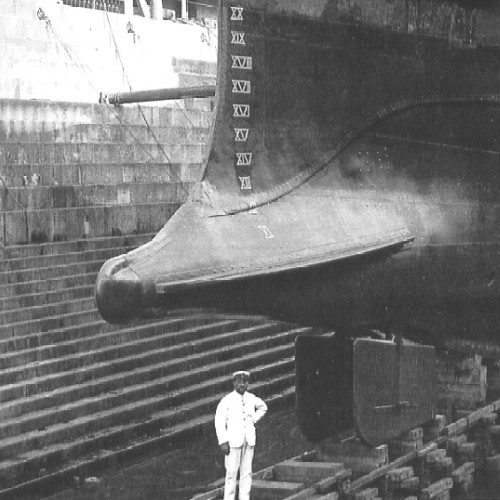
英水雷衝角艦「ポリフィーマス」（在役1882年〜1903年）の衝角。魚雷発射管を組み込んだ変わり種。

近代になって大砲の威力が飛躍的に向上すると、従来の戦列艦のような小型砲を大量に搭載した艦は、砲の威力が小さい上に防御上の弱点を抱え、廃れる事となった。19世紀後半には艦載砲の数を減らして、木造軍艦に鉄板で装甲が施されるようになり、装甲艦が誕生する。

装甲艦の普及により、再び艦載砲の貫通力や命中精度がこれを撃ち抜くのに不足とされ、かつ戦列艦の時代よりも艦載砲の数が減少しているため、衝角戦が再び脚光を浴びた。リッサ海戦（1866年）やイキケの海戦（1879年）がこの例である。もうひとつの理由として、同時期において蒸気機関の実用がなされ、艦船においても蒸気推進が主流となったからである。風により航行が制限される帆船と異なり、航行の自由度が高まり、かつ速度性能も向上したため、当然の帰結として衝角戦の実用性、および効果の度合いも高まったと考えられた。
このため、イギリスのポリフィーマス、アメリカのカターディンなどの衝角攻撃に特化した衝角艦が次々と建造された。だが、これらの衝角艦は衝角に特化しすぎて凌波性が著しく欠如しており、速力を上げるために火砲をほとんど搭載していなかったことから通常兵力としても期待できず、いずれも実戦に投入されることなく退役していった。
さらに、日清戦争の黄海海戦（1894年）時においては、清国北洋水師の「定遠」などが衝角を備え、日本海軍連合艦隊と戦闘を行ったが、軽快艦艇で構成された聯合艦隊は衝角攻撃をかわし、かつ速射砲により多数の砲弾を浴びせる事により、北洋水師艦艇に対し損害を与えている。
近代軍艦における衝角は20世紀初頭まで装備された。日露戦争時には両軍の主力艦に装備されていたが、日本海海戦においては、数千メートル離れた距離からの砲撃のみによって戦艦を撃沈できることが明らかになった。その後まもなく衝角は装備されなくなり、ワシントン海軍軍縮条約による旧式主力艦の廃艦で1920年代にほぼ消滅する。艦載砲の射程・命中精度・砲弾威力の向上、魚雷の登場等によって、個艦同士の接近戦が再び遠のいたためである。
衝角が装備されなくなったもうひとつの理由に、操艦を誤って味方同士で衝突した場合に大事故となってしまうということがある。実際の事故事例として有名なものに、1893年に地中海で演習中のイギリス戦艦「キャンパーダウン」が「ヴィクトリア」に衝突して沈めてしまった例（死者358名）と、日露戦争中の1904年5月に黄海で日本巡洋艦「春日」が「吉野」に衝突して沈めてしまった例（死者300名以上）がある。日本海軍ではこれを機に1905年1月起工の筑波型巡洋戦艦以降の新造艦では各国に先駆けて衝角を廃止している。

### 20世紀以降
第二次世界大戦中の1943年に日本駆逐艦「天霧」がアメリカ魚雷艇「PT-109」（艇長: ジョン・F・ケネディ海軍中尉）を艦首からの体当たりで沈めた事例（実態は暗夜の出会い頭の衝突事故）は近代海戦では珍しい体当たり戦であるが、この時代の艦艇には衝角は装備されていない。
第一次世界大戦において、潜水艦が海戦に大規模に用いられるようになると、水上戦闘艦が潜水艦に体当りを敢行して撃沈する、という事例が発生した（ドレッドノート、オリンピックなど）。第二次世界大戦でも、しばしば「潜水艦に対する水上戦闘艦の体当たり攻撃」が発生した。対潜水艦戦闘において体当たりは、駆逐艦が水中に砲撃するには潜水艦と近づきすぎていた場合の代替手段であった。

1944年に日本輸送船「伊豆丸」が日本陸軍潜水艇「ゆ3001」を敵艦と誤認して体当たりし双方が小破に至った事例は、誤認による同士討ちながらその一例である。
第二次世界大戦後においても、潜水艦はまだ通常動力型が多く、シュノーケルを海面に露出して浅深度で航行する敵潜を体当たりで撃沈する状況も対潜戦闘において発生しうる、とされていたため、対潜を任務とする水上艦艇において、船首材（ステム）を強化し、船首水線下の先端部を対潜用の衝角として用いる状況が想定されていた。日本が戦後初の国産護衛艦として建造した「はるかぜ型護衛艦」でも、造波抵抗の低減を図るためにバルバス・バウとされた船首水線下先端部は対潜用衝角として用いることを考慮し、構造が強化されている。
これらの「対潜用衝角」は、原子力潜水艦の実用化により潜水艦の潜水航行能力が飛躍的に向上したこと、更には水上艦艇が装備する対潜兵装の性能が向上したため、装備されることはなくなった。
21世紀に入り建造された水上戦闘艦では、アメリカのズムウォルト級ミサイル駆逐艦のように水面上より水面下の方が前方に突き出ている艦首形状を持つものがあるが、これは船首水線下を突き出すことにより、波浪を「乗り越える」のではなく「貫通する」ことで造波抵抗を減少させることを狙ったもので、体当たり戦術を目的とした衝角とは異なる。
2017年、伊豆半島沖でアメリカ海軍のイージス艦「フィッツジェラルド」の右舷にコンテナ船が衝突する事故が発生したが、イージス艦側は7人が死亡し沈没の危機に瀕するなど衝突規模の割に甚大な被害を受けた。これはコンテナ船のバルバス・バウが衝角の役割を果たし、イージス艦の船底付近に大きなダメージを与えた可能性が挙げられている。

## SF

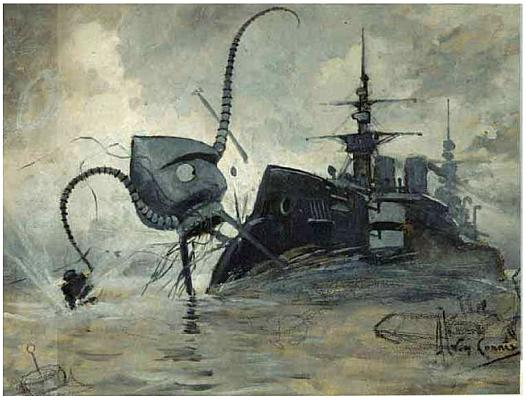
『宇宙戦争』（1898年）に登場する衝角駆逐艦「サンダーチャイルド」。

SFの世界でも、ジュール・ヴェルヌの小説『海底二万里』のノーチラス号や、H・G・ウェルズの小説『宇宙戦争』のサンダーチャイルドといった、衝角を装備した艦船がしばしば登場している。
特殊な用例としては、松本零士の漫画『宇宙海賊キャプテンハーロック』のアルカディア号や、アニメ『機動戦士Vガンダム』のリーンホースJr.などのように、宇宙戦艦に衝角が装備されているとする設定がなされる事もある。また、映画『海底軍艦』の轟天号などに見られる「艦首に装備されたドリル」も衝角の一変形であると言える。